# Honda Accord 11. Generation
Der Honda Accord ist eine Mittelklasse-Limousine des japanischen Automobilherstellers Honda. Die elfte Generation wird wie auch die Vorgängermodelle ab der neunten Generation nicht mehr in Europa angeboten.

## Geschichte
Die Baureihe wurde am 10. November 2022 vorgestellt und wird seit Anfang 2023 In Nordamerika und China verkauft. Der japanische Markt folgte im März 2024. Eine überarbeitete Version des Accord wurde im März 2025 präsentiert. Auf anderen Märkten wurde die zehnte Generation zunächst weiter angeboten.

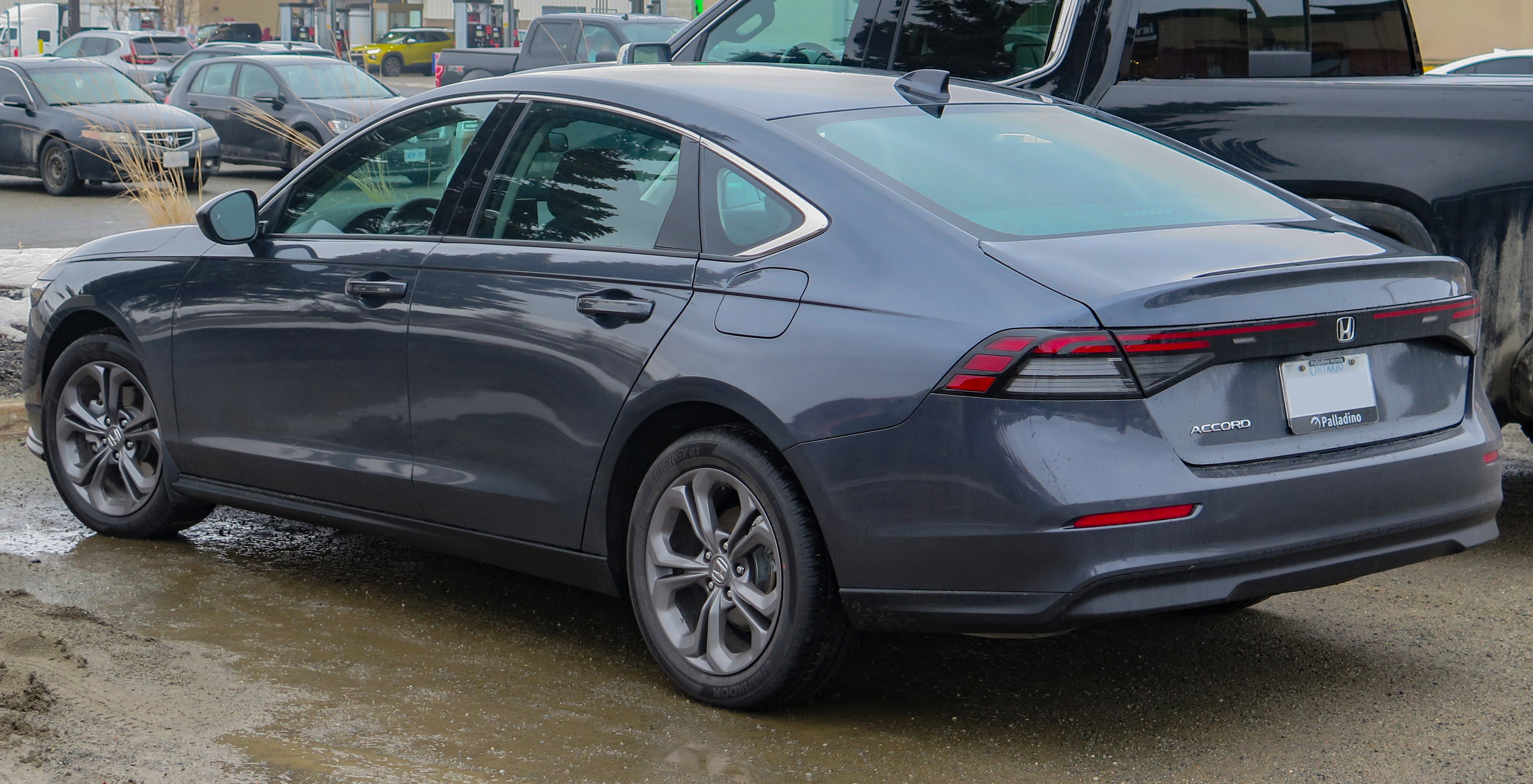
Heckansicht
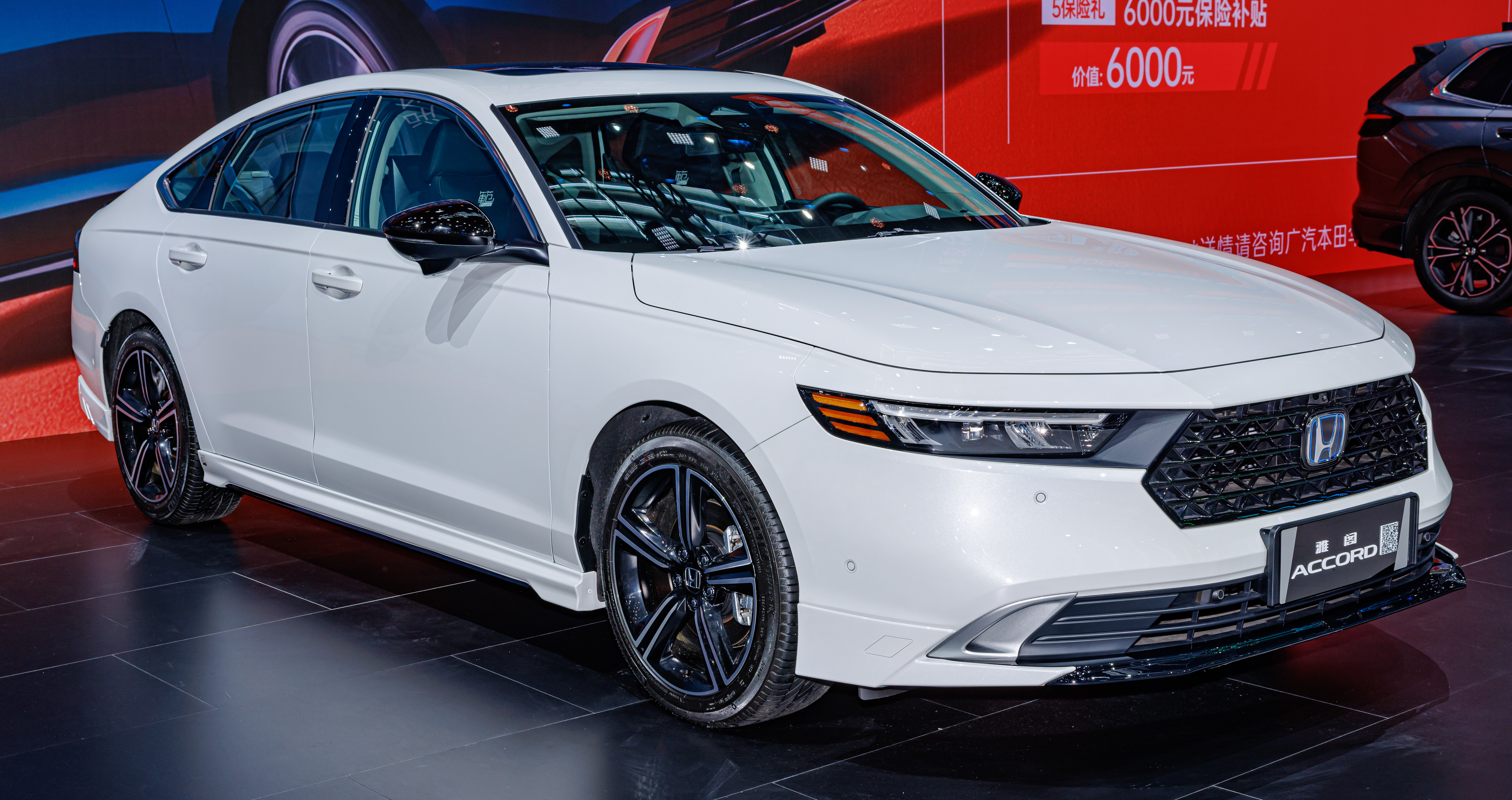
Honda Accord e:PHEV
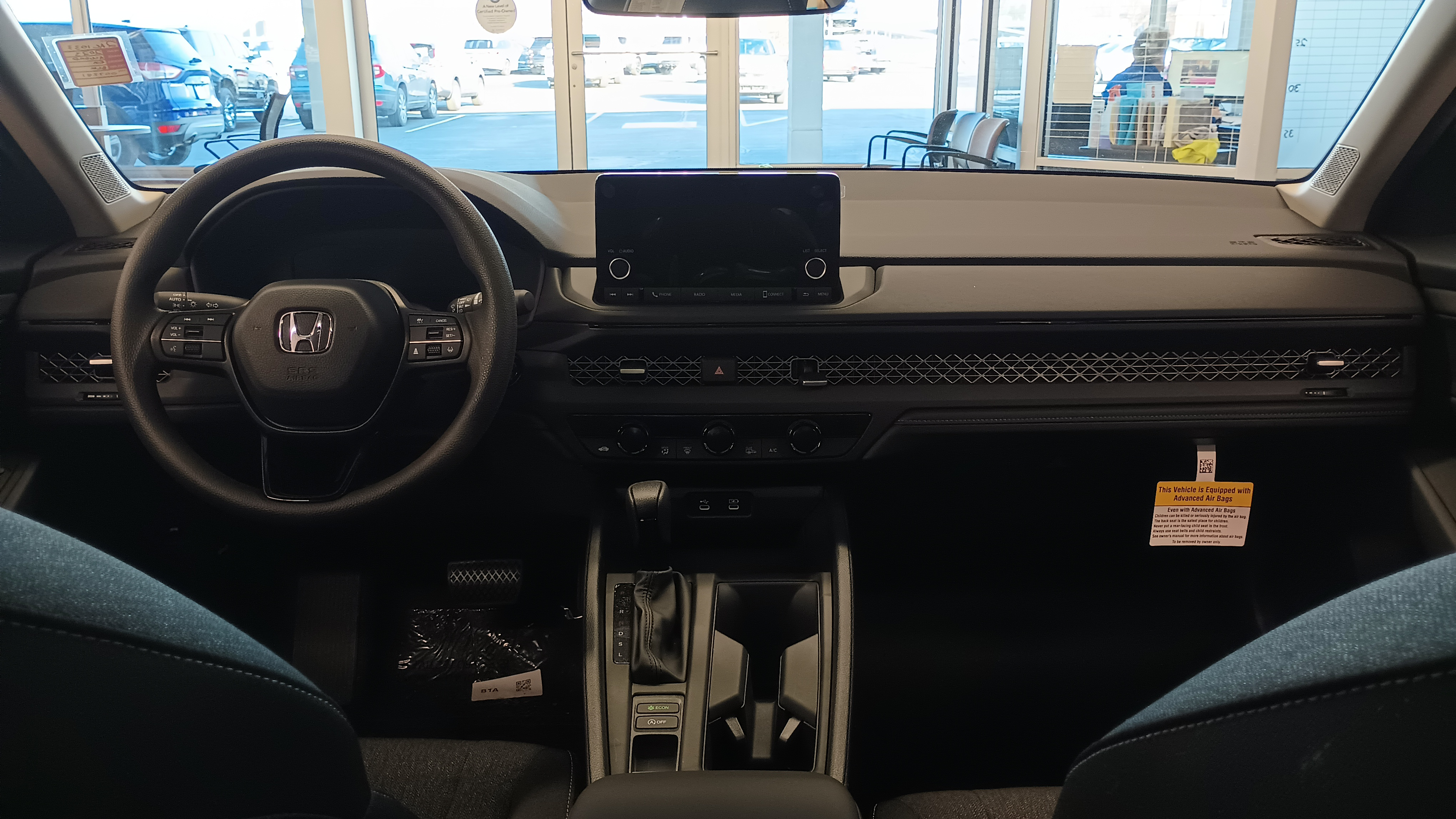
Innenraum

## Übersicht
Durch die Verlängerung der Überhänge ist der Accord der elften Generation etwas länger als das Vorgängermodell. Der Radstand und die Höhe sind nahezu unverändert.

### Technik
Angetrieben wird der Accord wie in der Vorgängergeneration von einem 1,5-Liter-Turbo-Vierzylinder-Ottomotor. Er wurde mit verbesserter variabler Ventilsteuerung VTEC (Variable Valve Timing and Lift Electronic Control) mit variablem Ventilhub, einem aktualisierten Direkteinspritzsystem, einem neuen kaltaktiven Katalysator, einer hochfesten Kurbelwelle und einer überarbeiteten Ölwanne zur Verringerung der Motorgeräusche ausgestattet. Die maximale Leistung wird in Nordamerika mit 143 kW (195 PS) und in China mit 141 kW (192 PS) und das maximale Drehmoment mit 260 Nm angegeben. Das Modell ist außerdem mit einem überarbeiteten stufenlosen Getriebe ausgestattet, das laut Honda im Vergleich zum Vorgängermodell leiser und leistungsfähiger ist. Darüber hinaus wird eine Hybrid-Variante angeboten, bei der ein 2,0-Liter-Ottomotor und zwei Elektromotoren eine Systemleistung von 152 kW (207 PS) erzeugen, weniger als beim Vorgängermodell. Das maximale Drehmoment liegt bei 334 Nm. In China wird statt des Vollhybriden eine Plug-in-Hybrid-Ausführung angeboten. Ein Akku mit einem Energieinhalt von 17,7 kWh soll eine elektrische Reichweite nach CLTC von 82 km ermöglichen. Der turboaufgeladene 2,0-Liter-Vierzylinder-Ottomotor aus dem Vorgängermodell wird nicht mehr angeboten.

### Ausstattung
Für den US-amerikanischen Markt wird der 1,5-Liter-Turbomotor in den Ausstattungen LX und EX angeboten, während der Hybrid in den Ausstattungslinien Sport, EX-L, Sport-L und Touring erhältlich ist. Honda geht davon aus, dass die Hybridvariante 50 Prozent des Accord-Absatzes ausmachen wird. Je nach Modell hat der Accord 17 oder 19 Zoll große Leichtmetallräder.
Die elfte Generation des Accord hat ein neues 12,3-Zoll-Infotainmentsystem, das auf dem Betriebssystem Android Automotive läuft. Dieser neue Bildschirm bezeichnet Honda als „Hondas bisher größter Bildschirm“, obwohl Honda auf anderen Märkten Fahrzeuge mit größeren Systemen anbietet, wie etwa den Honda e.

### Technische Daten
| Kenngrößen                                  | 1.5 Turbo                    | 1.5 Turbo                    | 2.0 Hybrid                    | 2.0 e:PHEV                    |
| Markt                                       | China                        | Nordamerika                  | Nordamerika                   | China                         |
| Bauzeitraum                                 | seit 05/2023                 | seit 01/2023                 | seit 01/2023                  | seit 05/2023                  |
| Motorkenndaten                              |                              |                              |                               |                               |
| Motortyp                                    | R4-Ottomotor                 | R4-Ottomotor                 | R4-Ottomotor + Elektromotoren | R4-Ottomotor + Elektromotoren |
| Hubraum                                     | 1498 cm³                     | 1498 cm³                     | 1993 cm³                      | 1993 cm³                      |
| Verdichtungsverhältnis                      | 10,3 : 1                     | 10,3 : 1                     | 13,9 : 1                      | 13,9 : 1                      |
| max. Leistung Verbrennungsmotor             | 141 kW (192 PS) bei 6000/min | 143 kW (195 PS) bei 6000/min | 109 kW (148 PS) bei 6100/min  | 109 kW (148 PS) bei 6100/min  |
| max. Leistung Elektromotor                  | —                            | —                            | 135 kW (184 PS)               | 135 kW (184 PS)               |
| max. Systemleistung                         | —                            | —                            | 152 kW (207 PS)               | 152 kW (207 PS)               |
| max. Drehmoment Verbrennungsmotor           | 260 Nm bei 1700–5000/min     | 260 Nm bei 1700–5000/min     | 182 Nm bei 4500/min           | 182 Nm bei 4500/min           |
| max. Drehmoment Elektromotor                | —                            | —                            | 335 Nm                        | 335 Nm                        |
| Kraftübertragung                            |                              |                              |                               |                               |
| Antrieb                                     | Vorderradantrieb             | Vorderradantrieb             | Vorderradantrieb              | Vorderradantrieb              |
| Getriebe                                    | Stufenloses Getriebe         | Stufenloses Getriebe         | e-CVT (i-MMD)                 | e-CVT (i-MMD)                 |
| Messwerte                                   |                              |                              |                               |                               |
| Höchstgeschwindigkeit                       | 186 km/h                     | k. A.                        | k. A.                         | 174 km/h                      |
| Beschleunigung, 0–100 km/h                  | k. A.                        | k. A.                        | k. A.                         | 7,3 s                         |
| Kraftstoffverbrauch auf 100 km (kombiniert) | 6,6–6,8 l Super              | 7,4 l Super                  | 4,9–5,3 l Super               | 1,5 l Super                   |
| Tankinhalt                                  | 56 l                         | 56 l                         | 48 l                          | 43 l                          |
| Abgasnorm nach EU-Klassifikation            | China VI                     | LEV3-SULEV30                 | LEV3-SULEV30                  | China VI                      |